# Небесное тело (фильм)
«Небесное тело» (итал. Corpo celeste) — итальянский художественный фильм, дебютная полнометражная работа режиссёра Аличе Рорвахер, вышедшая на экраны в 2011 году.

## Сюжет
13-летняя Марта переезжает с семьёй из Швейцарии в итальянскую глубинку, где-то в Калабрии. Друзей у неё здесь нет, мама постоянно занята на работе, а старшая сестра придирается по любому поводу. В дополнение ко всему, ей предстоит пройти обряд конфирмации, а значит заучить катехизис и запомнить «формулу», которую надо произнести во время таинства. Делу не способствует конфликт с Сантой, женщиной, которая работает в церкви и которая нервничает из-за планов местного священника дона Марио получить приход получше. Обстоятельства складываются таким образом, что Марта вынуждена отправиться вместе с доном Марио в отдалённую заброшенную деревню, чтобы забрать старинное распятие, хранящееся там...

## В ролях
- Иле Вианелло — Марта Вентура
- Сальваторе Канталупо — дон Марио
- Паскуалина Шунсиа — Санта
- Анита Каприоли — Рита, мать Марты
- Ренато Карпентьери — дон Лоренцо
- Мария Трунфио — Дебора
- Паола Лавини — Фортуната

## Награды и номинации
- 2011 — участие в конкурсе «Золотая камера» на Каннском кинофестивале.
- 2011 — премия «Серебряная лента» за лучший режиссёрский дебют (Аличе Рорвахер), а также две номинации за лучшую женскую роль второго плана (Анита Каприоли) и за лучший монтаж (Марко Сполетини).
- 2011 — номинация на премию Sutherland Trophy от Британского института кино.
- 2012 — приз за лучший международный дебют (Аличе Рорвахер) на Гётеборгском кинофестивале.
- 2012 — две номинации на премию «Давид ди Донателло» за лучший режиссёрский дебют (Аличе Рорвахер) и за лучшую женскую роль второго плана (Анита Каприоли).